# Ottavio Cogliati
Ottavio Cogliati (né le 4 juin 1939 à Nerviano et mort le 10 avril 2008 à Magenta) est un coureur cycliste italien. Lors des Jeux olympiques de 1960 à Rome, il a remporté la médaille d'or du contre-la-montre par équipes avec Antonio Bailetti, Giacomo Fornoni, Livio Trapè.

## Palmarès
- 1958
  - 3e de la Coppa Caduti Nervianesi
- 1959
  - 3e du Giro del Mendrisiotto
- 1960
  -  Champion olympique du contre-la-montre par équipes (avec Antonio Bailetti, Giacomo Fornoni, Livio Trapè)
  - Coppa Caduti Nervianesi
  - Targa d'Oro Città di Legnano

## Résultats sur les grands tours

### Tour de France
2 participations
- 1962 : abandon (7e étape)
- 1963 : abandon (3e étape)

### Tour d'Italie
- 1961 : abandon